# Ventriloquio (film)
Ventriloquio è un cortometraggio diretto da Carmelo Bene. 
Il film, interpretato dallo stesso Bene con la partecipazione di Lydia Mancinelli, tratto dal nono capitolo di Controcorrente di Joris-Karl Huysmans, è stato girato nel 1970, montato nel 1972 e presentato l'anno successivo alla Quinzaine des Réalisateurs del Festival di Cannes. Attualmente è irreperibile.